# Коэффициент трудового участия
Коэффициент трудового участия (КТУ) — коэффициент, отражающий количественную оценку меры трудового участия отдельного работника в общих результатах труда группы работников, характеризующий суммарный вклад работника в общие результаты труда производственной бригады, коллектива. Иногда называется — доплата за участие.
КТУ представляет собой обобщённую количественную оценку трудового вклада рабочих, руководителей, специалистов, других служащих в общие результаты работы. В качестве базового значения принимается единица или 100. Это соответствует средней оценке труда исполнителей и устанавливается тем членам коллектива, которые в расчётном месяце выполняли установленные технологические и качественные нормативы, не имели нарушений в области охраны труда, трудовой дисциплины, иных требований должностных инструкций. Базовый КТУ повышается или понижается в зависимости от повышающих и понижающих показателей, которые призваны отразить индивидуальный вклад работающих в коллективные результаты. КТУ определяется, как правило, на основе месячных результатов работы коллектива. Гарантией обоснованности установления КТУ является ежедневный учёт показателей, влияющих на повышение или понижение КТУ.
КТУ используется в оплате труда при распределении бригадного приработка (надтарифной части сдельного заработка), премий за производственные результаты, вознаграждения по итогам работы за год, других начислений бригаде, отделу, участку, цеху.
Тарифная часть заработка начисляется членам бригады исходя из часовых тарифных ставок и отработанного времени независимо от установленного работнику КТУ.
Коллективным заработком не являются и с помощью КТУ не распределяются:
- доплаты за работу во вредных и тяжёлых условиях труда,
- доплата за ночное время,
- доплата за многосменный режим работы,
- доплата за работу в сверхурочное время, в выходные и праздничные дни,
- доплата за руководство бригадой или звеном;
- надбавки за профессиональное мастерство, классность, стаж работы;
- оплата за время выполнения государственных или общественных обязанностей;
- вознаграждения за изобретения и рационализаторские предложения;
- пособия по временной нетрудоспособности, беременности, родам
- другие виды индивидуальных выплат.

## Преимущества применения КТУ
При начислении заработков исключительно в соответствии с разрядами и отработанным временем не учитываются индивидуальная выработка, качество выполняемых работ, соблюдение трудовой и производственно-технологической дисциплины, другие показатели работы исполнителей. Применение КТУ усиливает зависимость заработной платы работающих от результатов их труда.

## Недостатки применения КТУ
Ряд авторов отмечают, что механизм определения КТУ имеет высокую долю субъективности, что может превращать его в способ влияния бригадира на подчинённых. Также отмечается, что КТУ эффективен для перераспределения фонда заработной платы и/или премии производственной бригады, но плохо подходит для оценки труда вне производственной сферы.

## Особенности применения
При подготовке к введению оплаты труда по КТУ работники должны быть ознакомлены с перечнем показателей, повышающих или понижающих КТУ, порядком расчёта общей зарплаты каждого работника. Приработок (сдельная надтарифная зарплата), начисленный по сдельным расценкам для рабочих-сдельщиков и распределяемый по КТУ, не является премиальным фондом и относится на себестоимость продукции (работ, услуг).